# Eforie Sud
Eforie Sud falu Constanţa megyében, Dobrudzsában, Romániában. Közigazgatásilag Eforie Nord községhez tartozik.

## Fekvése
A település a Fekete-tenger partján található, Tuzla és Eforie Nord között, mindkét településsel teljesen összenőve.

## Története
Efori Sud és Nord története megegyezik, magát a várost, Eforiet, csupán közigazgatási szempontok miatt osztották fel. A közigazgatási központ hivatalosan Eforie Nord.

## Turizmus
A legkeskenyebb stranddal rendelkező üdülőváros a román tengerparton, köszönhetően a tenger okozta eróziós folyamatoknak, valamint a hullámtörő gátak hiánya miatt.
Eforie Sudon hét háromcsillagos szálloda vagy panzió (Hotel Aqua, Hotel Flacara, Hotel Flamingo, Hotel Edmond, Hotel Amaradia, Pesniunea Crsitina, Pensiunea Cuibul Reginei), tizenkilenc kétcsillagos (Hotel Jiul, Hotel Ancora, Hotel Gloria, Hotel Cimas, Hotel Vifor, Hotel Randunica, Hotel Capitol, Hotel Hanul Hora, Hotel Margaritar, Hotel Fagaras, Hotel Cosmos, Hotel Magura, Hotel Riviera, Hotel Excelsior, Hotel Milcov, Hotel Oltetul, Hotel Vanatorul, Hotel Sanziana, Vila Eminescu), valamint 36 egycsillagos szálloda van.

## Külső hivatkozások
- plaja.ro